# La Granada
La Granada est une commune de la province de Barcelone, en Catalogne, en Espagne, de la comarque d'Alt Penedès

## Histoire
À l'époque romaine, La Grenada a été construite ay lieu de confluence des grands axes de communication et centre de commerce avec le plus vieux marché de la région du Penedes, une situation qui s'incruste dans les temps médiévaux de la Reconquista. La ville est à la jonction de la voie Auguste, de la voie Mercadera vers de Barcelone et de la voie Francisca vers le sud. Ces trois routes convergeaient vers un marché - le plus ancien de la région - qui approvisionnait les différentes villes. Cette position stratégique a motivé la construction d'une citadelle, mentionné dans les chroniques du Xe siècle, et qui fut détruit en 1003 lors de l'expédition de Yusuf Abd al-Malk, puis reconstruit par la suite.
En 1148, l'évêque de Barcelone et le comte de Barcelone ont décidé pour des raisons politiques de transférer le marché à Vilafranca. La chronique de la visite pastorale de l'évêque de Barcelone Ponç de Gualba, en 1303, nous dit qu'à la Granada existaient deux églises, la paroisse et le château, qui ne retient que le portique, qui fut reconstruit au XVIe siècle avec les matériaux de construction du château démoli et les largesses des rois Philippe IV et Philippe V. Il fut rénové pour célébrer le millénaire de sa construction.
Pendant la guerre des faucheurs, en 1642, les troupes du maréchal Philippe de La Mothe-Houdancourt ont vaincu le castillan Pierre IV d'Empúries, commandant des troupes espagnoles, et capturé son armée. Le château fut finalement démoli sur ordre de Philippe V pendant la guerre de Succession d'Espagne. L'ancien noyau conserve son aspect de forteresse médiévale.